# Pseudochironomus rex
Pseudochironomus rex är en tvåvingeart som beskrevs av Hauber 1947. Pseudochironomus rex ingår i släktet Pseudochironomus och familjen fjädermyggor. Inga underarter finns listade i Catalogue of Life.